# Hintang
Le Hintang est un site archéologique du nord-est du Laos, regroupant de nombreux mégalithes. Il est situé dans la province de Houaphan.

## Caractéristiques
Le site archéologique du Hintang s'étend sur 72 lieux distincts sur une dizaine de km le long d'une crête isolée et difficile d'accès du nord-est du Laos, dans la jungle. Il comporte 1 546 menhirs, 153 disque de pierre et des chambres souterraines.

## Historique
Les éléments du site remontent à l'âge du bronze.
Le site est répertorié sur la liste des édifices en danger du Fonds mondial pour les monuments en 2010.